# Michail Matveevič Sokolovskij
Michail Matveevič Sokolovskij (in russo Михаи́л Матве́евич Соколо́вский?; 1756 – 1795) è stato un compositore, direttore d'orchestra e violinista russo, attivo nel tardo XVIII secolo nel campo dell'opera lirica.

## Biografia
Sokolovskij suonò il violino nell'orchestra del Teatro Meddoks di Mosca. Si sa che insegnò anche canto all'università. La musica della celebre opera dell'epoca Il mugnaio che era un mago, un imbroglione e un sensale (Мельник–колдун, обманщик и сват) su testo di Aleksandr Onisimovič Ablesimov (Mosca, 1779; San Pietroburgo, 1795 circa) gli è attribuita. Solo una parte della partitura è sopravvissuta, ma Nikolaj Čerepnin ha completato le parti mancanti nel 1925, consentendo la ripresa dell'opera. Il compositore contemporaneo di Sokolovskij, Evstignej Ipat'evič Fomin, in seguito ha rivisto la musica dell'opera aggiungendo un'ouverture.
Sotto il regno dello zar autocratico Nicola I di Russia, i versi di Sokolovskij che erano critici nei confronti dei predecessori di Nicola venivano spesso cantati alle manifestazioni anti-Nicola.